# Olivier Mannoni
Pour les articles homonymes, voir Mannoni.
Olivier Mannoni, né le 14 septembre 1960, est un traducteur d'allemand, journaliste, essayiste et biographe français.

## Biographie
Olivier Mannoni est le fils de Nicole Casanova, écrivaine, traductrice d'allemand et critique littéraire française et d'un père professeur d'allemand. Son père lui apprend l'allemand dès l'âge de 6 ans.
Il étudie en classe préparatoire littéraire au lycée Henri-IV (Paris) puis à l'université.
En 1978, au même moment qu'il rédige des piges (Libération, L'Événement du jeudi, Le Magazine littéraire), il commence à traduire de petits ouvrages. Il devient critique littéraire à La Quinzaine littéraire, entre 1992 et 1998.
Sa carrière de traducteur d'allemand démarre, entre autres, par un essai sur la vie et l'œuvre du peintre allemand George Grosz. Plus tard, on lui confie les biographies de Günter Grass et de Manès Sperber, dont il a dirigé, aux éditions Odile Jacob, la publication des œuvres complètes. Un article élogieux à son égard dans Le Monde, lui ouvrira les portes à des traductions plus complexes et prestigieuses.
Ainsi, on lui commande la traduction de philosophes tels Hans Blumenberg, Helmuth Plessner, Odo Marquard ou Peter Sloterdijk, de sociologues (Harald Welzer, Wolfgang Sofsky), d'historiens (Peter Reichel, Joachim Fest), ainsi que les principaux textes et correspondances de Sigmund Freud, et de romanciers comme Martin Suter, Sherko Fatah, Peter Berling, Wolfram Fleischhauer, Thomas Glavinic, Gaby Hauptmann, Jörg Kastner (de), Uwe Tellkamp, Bernhard Schlink, Milena Michiko Flašar, Franzobel, Frank Witzel, Philipp Weiss, etc. Il se distingue également par une cinquantaine de traductions de l’histoire de l’antisémitisme et du nazisme,.
Sa renommée s'accroitra d'autant plus lorsque sera publié Historiciser le mal : une édition critique de Mein Kampf,,, qu'il traduira de 2011 à 2021,.
Il préside l'Association des traducteurs littéraires de France de 2007 à 2012. Il est chargé de concevoir, à la demande du Centre national du livre, l'école de traduction littéraire, qui ouvre en avril 2012. Il la dirige depuis cette date.

## Publications

### Ouvrages personnels
- Coulée brune : Comment le fascisme inonde notre langue, Paris, Héloïse d'Ormesson, 2024, 192 p. (EAN 9782350878959, présentation en ligne)[14]

- Traduire Hitler, Paris, Héloïse d'Ormesson, 2022, 128 p. (EAN 9782350878393, présentation en ligne)Prix de l'essai Charles-Oulmont, décembre 2023.
Première sélection du prix Femina essai 2022[15].
- Manès Sperber : l'espoir tragique (préf. Jean Blot), Paris, Albin Michel, 2004
- Günter Grass : l'honneur d'un homme, Paris, Bayard, 2000
- Un écrivain à abattre : l'Allemagne contre Günter Grass, Paris, Ramsay, 1996

### Publications
- Olivier Mannoni, « Les pièges du langage totalitaire : traduire le nazisme », Traduire. Revue française de la traduction, no 240,‎ 20 juin 2019, p. 36–44 (ISSN 0395-773X, DOI 10.4000/traduire.1654, lire en ligne, consulté le 19 octobre 2024)

### Traductions
Olivier Mannoni a traduit près de 200 ouvrages.
- Marseille 1940, Uwe Wittstock (de), Grasset, 2025
- Février 1933, Uwe Wittstock, Grasset, 2023
- "Le Temps des loups" Harald Jähner (de), Actes Sud, 2023, prix Transfuge et prix Historia.
- Un héros de Berlin, Maxim Leo, Actes Sud, 2023
- Gris, Peter Sloterdijk, Payot, 2023
- Historiciser le mal : une édition critique de Mein Kampf, sous la direction de Florent Brayard et Andreas Wirsching, Fayard, 2021
- Le Grand Rire des hommes au bord du monde, Philipp Weiss, Le Seuil, 2021
- Comment un adolescent maniaco-dépressif inventa la Fraction armée rouge au cours de l'été 1969, Frank Witzel, Grasset, 2018
- À ce point de folie, Franzobel, Flammarion, 2018
- Ici les femmes ne rêvent pas, Rana Ahmad, Globe, 2018
- Après nous le déluge, Peter Sloterdijk, Payot, 2016
- L'Inconscient, Sigmund Freud, Payot, 2013
- Le Joueur d'échecs, Stefan Zweig, Gallimard (bilingue), 2013
- La Cravate, Milena Michiko Flašar, L'Olivier, 2013
- Grand-père n'était pas un nazi, Harald Welzer et al., Gallimard, 2013
- Soldats, Sönke Neitzel et Harald Welzer, Gallimard, 2013
- La Confusion des sentiments, Stefan Zweig, Payot, 2013
- Le Temps, le temps, Martin Suter, Christian Bourgois, 2013
- Allmen et les libellules, Martin Suter, Christian Bourgois, 2012
- Allmen et le diamant rose, Martin Suter, Christian Bourgois, 2012
- La Tour, Uwe Tellkamp, Grasset, 2012
- Hegel et le saint-simonisme : étude de philosophie sociale, Hans-Christoph Schmidt am Busch, Presses universitaires du Mirail, 2012
- Tempéraments philosophiques : de Platon à Foucault, Peter Sloterdijk, Libella/Maren Sell, 2011
- L'Injection faite à Irma, Sigmund Freud, Payot, 2011
- Le Juif de service, Maxim Biller, L'Olivier, 2011
- L'Amour aujourd'hui, Maxim Biller, L'Olivier, 2011
- Le Citoyen de verre : entre surveillance et exhibition, Wolfgang Sofsky, préface et traduction, L'Herne, 2011
- Il faut changer ta vie, Peter Sloterdijk, Libella/Maren Sell, 2011
- Liberté antique, liberté moderne : les fondements de la démocratie de l'Antiquité à nos jours, Wilfried Nippel, Presses universitaires du Mirail, 2010
- Le Voyage, H.G. Adler, Christian Bourgois, 2011
- Le Cuisinier, Martin Suter, Christian Bourgois, 2010
- Histoire d'un Allemand de l'Est, Maxim Leo, Actes Sud, 2010 Prix du livre européen 2011.
- L'Homme aux loups : histoire d'une névrose infantile, Sigmund Freud, préface Frédérique Debout, Payot, 2010
- Sphères II - Globes, macrosphérologie, Peter Sloterdijk, Libella/Maren Sell, 2010
- Essai d'intoxication volontaire, suivi de L'Heure du crime et le temps de l'œuvre d'art, Peter Sloterdijk, Pluriels, 2010
- Colère et temps : essai politico-psychologique, Peter Sloterdijk, Libella/Maren Sell, 2009
- Les Crimes de la Wehrmacht, Wolfram Wette, Perrin, 2009
- À ma fenêtre, Luc Bondy, Christian Bourgois, 2009
- L'Été le plus chaud, Zsuzsa Bánk, Christian Bourgois, 2009
- Le Dernier des Weynfeldt, Martin Suter, Christian Bourgois, 2009
- Le Terrier, Franz Kafka, L'Herne, 2009
- La Fin de Selb : une enquête du privé Gerhard Selb, Bernhard Schlink, Gallimard coll. « Série Noire » 2009
- Sigmund Freud, correspondances 1906-1939, Max Eitingon, Hachette Littérature, 2009
- La Résistance allemande à Hitler, Joachim C. Fest, Perrin, 2009
- Lettres 1894-1926, Emil Nolde, Actes Sud, 2008
- Des cerveaux de génie : une histoire de la recherche sur les cerveaux d'élite, Michaël Hagner, Maison des Sciences de l'Homme, 2008
- La Folie de Dieu : du combat des trois monothéismes, Peter Sloterdijk, Libella/Maren Sell, 2008
- Théorie des après-guerres : remarques sur les relations franco-allemande depuis 1945, Peter Sloterdijk, Libella/Maren Sell, 2008
- Le Palais de cristal : à l'intérieur du capitalisme planétaire, Peter Sloterdijk, Maren Sell, 2008
- Règles pour le parc humain, de Peter Sloterdijk, Mille et une nuits, 2000
- Balthus à Paris : la première exposition, 1934, Rose-Marie Gropp, Actes Sud, 2008
- La Ligne pourpre, Wolfram Fleischhauer, J.-C. Lattès, 2008
- Le Post-scriptum communiste, Boris Groys, Maren Sell, 2008
- La Princesse et le kilim, Peter Berling, J.-C. Lattès, 2008
- Business Class, Martin Suter, Christian Bourgois, 2008
- L'Autonomie énergétique : une nouvelle politique pour les énergies renouvelables, Hermann Scheer, 2007
- Les Einsatzgruppen : les groupes d'intervention et la genèse de la solution finale, Ralf Ogorreck, 2007
- Le Tueur à la caméra, Thomas Glavinic, 2007
- Minnie, une affaire classée, Hans Werner Kettenbach, 2007
- Rencontres, Roger Willemsen, 2007
- Le Feu des béguines, Marie Cristen, 2007
- Faust (édition bilingue français-allemand), Goethe, Jean Amsler, 2007
- Nous les Allemands, Matthias Matussek, 2007
- Iran : vers le désastre ?, Bahman Nirumand, Actes Sud, 2007
- La Vengeance de David, Hans Werner Kettenbach, Christian Bourgois, 2007
- La Bombe de Hitler : histoire secrète des tentatives allemandes pour obtenir l'arme nucléaire, Rainer Karlsch, Calmann-Lévy, 2007
- L'Écriture de mon père, Roma Ligocka, Calmann-Lévy, 2007
- La Couleur bleue, Jörg Kastner, J.-C. Lattès, 2007
- Le Diable de Milan, Martin Suter, Christian Bourgois, 2007
- La Nuit avec Alice, lorsque Julia rôdait autour de la maison, Botho Strauss, 2006
- Petit Oncle, Sherko Fatah, 2006
- Les Merveilleux Voyages du baron de Münchhausen (édition bilingue français-allemand), Gottfried August Burger, 2006
- Derrida, un Égyptien : Le problème de la pyramide juive, Peter Sloterdijk, 2006
- La Croisade des enfants, Peter Berling, 2006
- Mes dibbouks : rêves améliorés, Luc Bondy, 2006
- Dégénérescence de la chair du cœur, Ludwig Laher, 2006
- Sphères : Tome 3, Écumes : Sphérologie plurielle, Peter Sloterdijk, 2006
- Idéologie et utopie, Karl Mannheim, Wolf Lepenies, Jean-Luc Evard, 2006
- Mitterrand et la réunification allemande : une histoire secrète (1981-1995), Tilo Schabert, 2005
- Apprendre à être heureux : neurobiologie du bonheur, Stefan Klein, 2005
- Qui était Albert Einstein ?, Gero von Boehm (de), 2005
- Lila, Lila, Martin Suter, 2005
- La Traversée des flammes : Turque, allemande et libre, Seyran Ates, 2005
- Politique de l'immortalité : quatre entretiens avec Thomas Knoefel, Boris Groys, 2005
- Le Réveil de Mathusalem : l'avenir appartient à ceux qui savent vieillir, Frank Schirrmacher, 2005
- Une aile blanche et l'autre noire (édition bilingue français-allemand) de Alfred Brendel, 2005
- La Ligne pourpre, Wolfram Fleischhauer, 2005
- Marc Bloch : un historien au XXe siècle, Ulrich Raulff, 2005

## Récompenses
Il reçoit en 2018 le prestigieux prix Eugen-Helmlé pour l'ensemble de son œuvre de traducteur, et notamment pour ses traductions des romans de Frank Witzel, Martin Suter et Milena Michiko Flašar,.
Le 25 mai 2023, il est fait chevalier de l'ordre des Arts et des Lettres.